# ロスネフチ

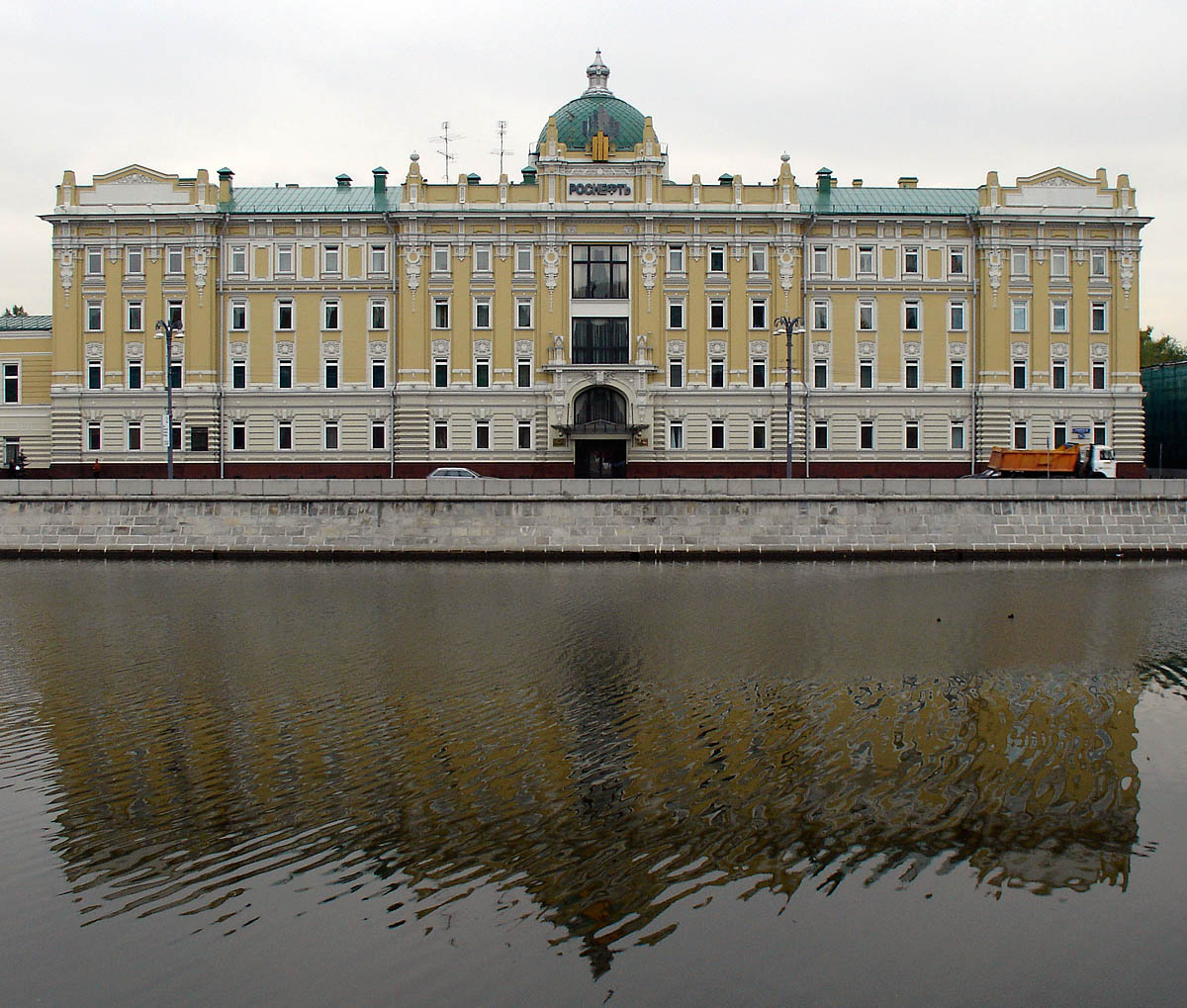
ロスネフチ本社（モスクワ）

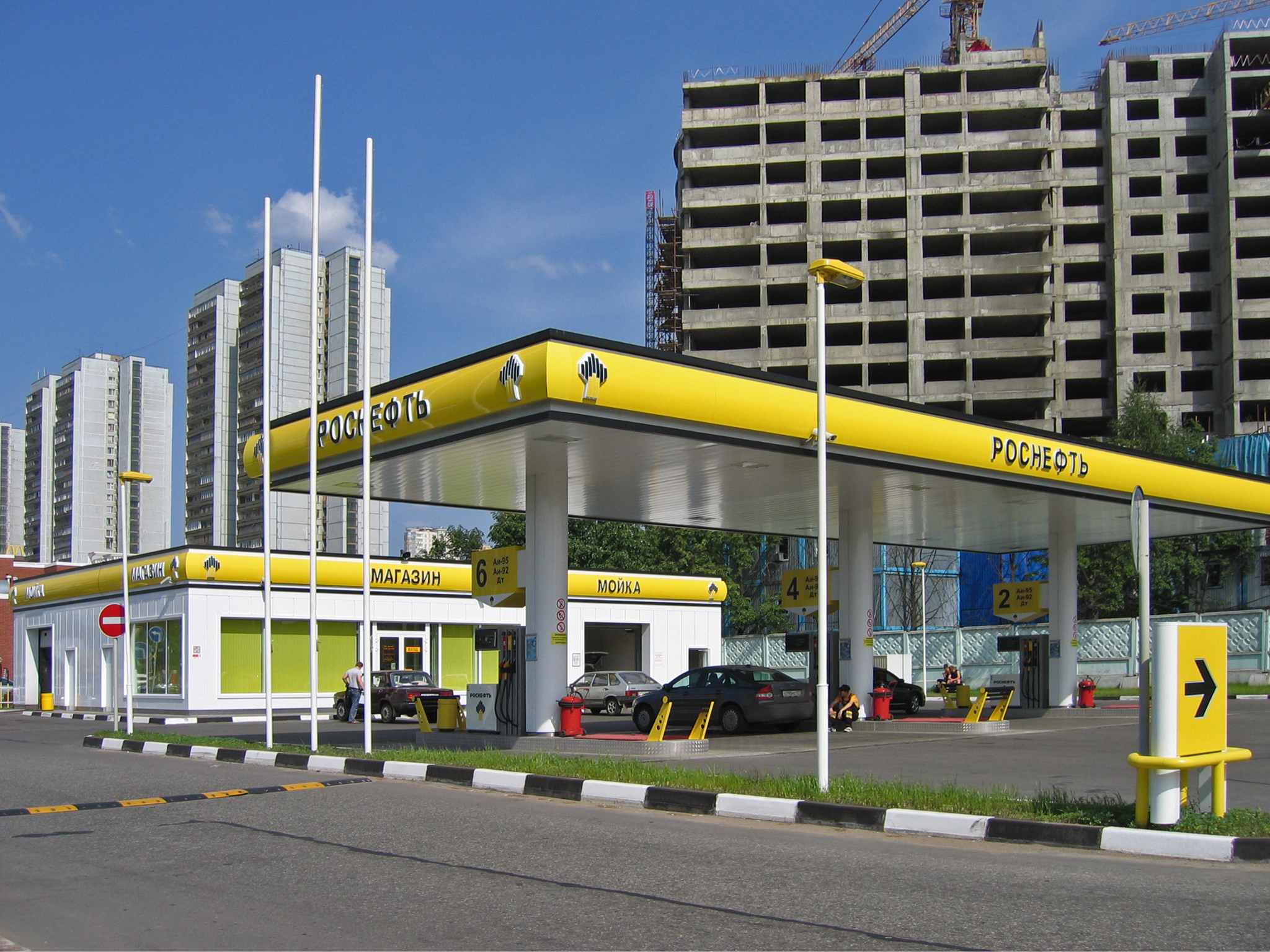
ロスネフチのガソリンスタンド（モスクワ）

ロスネフチ（ロシア語: Роснефть、ラテン文字表記の例：Rosneft、「ロシア石油」の意）は、ロシア最大の国営石油会社である。ソビエト連邦時代のソ連石油工業省を母体に設立された。

## 概要
ロスネフチはロシア国内の各地、具体的にはサハリン、シベリア、ティマン=ペチョラ行政区、そしてチェチェンを含む南ロシアにおいて、石油と天然ガスを生産している。
ロスネフチが所有する石油精製施設は、黒海沿岸のクラスノダール地方トゥアプセと、極東のコムソモリスク・ナ・アムーレにある。このうち、クラスノダールの精製所は、西シベリアで製産された高品位の重油精製に特化した操業を行っている。また、コムソモリスク・ナ・アムーレのプラントは、ロシア最東端の精油所として知られる。ロスネフチは、他のロシアの新興財閥と同様、コングロマリット化し、本業の石油、天然ガスから派生して船舶、パイプライン及び販売促進会社を傘下に運営している。
ロスネフチは株式を公開しているものの国営企業であり、ウラジーミル・プーチン政権による資源外交の担い手となっている。2017年には、10月にイラク北部クルド自治区での石油パイプライン事業参入を決め、11月のプーチン大統領のイラン訪問に合わせてイラン国営石油会社と技術・人材協力で合意した。セーチン社長は長年プーチン大統領の側近であり、エネルギー大臣のアレクサンドル・ノヴァクも役員となっている。またドイツのシュレーダー元首相を会長に迎えている。
2014年開催のソチオリンピックのローカルスポンサー（公式パートナー）となっている。
2017年9月、中華人民共和国のエネルギー企業である中国華信能源（CEFCチャイナ・エナジー）がロシア政府、BPに次ぐ株主となることで合意した。
2018年3月、当時のエクソンモービルのレックス・ティラーソンCEOとロスネフチのイーゴリ・セーチン社長が2012年に設立した合弁事業が解消された。
2020年2月、アメリカ政府は対立するベネズエラのマドゥロ政権の石油取引を仲介したとして、ロスネフチとベネズエラ国営石油会社の合弁企業を制裁対象に指定した。同年3月28日、ロスネフチはベネズエラにおける全ての権益をロシア政府が100％所有する企業に売却し、ベネズエラ関連事業を終了することを発表した。
2022年2月27日、BPがロシアによるウクライナ侵攻に抗議する形で保有する株式（19.75%）を売却するほか、ロシア国内での合弁事業も全て解消する意向を表明した。
2022年10月14日、ドイツ財務省がドイツの事業子会社子会社を信託管理下に置いた問題を巡り、ドイツ政府を提訴。

## 合併・買収による拡大
ロスネフチはロシア国内外の石油・ガス関連企業を合併・買収によって傘下に収め、その企業規模を拡大しつつある。
2004年には、同業のガスプロムとの合併に一旦は合意した。しかしこの時は、ロスネフチ社長のセルゲイ・ボグダンチコフが合併後の待遇に不満を持つようになり、結局、2005年5月合併に関する合意は白紙に戻っている。
2004年12月22日、ロスネフチは、バイカル・ファイナンス・グループ（Baikalfinansgrup）を買収した。また、ユコス社の子会社であったユガンスクネフチガスを買収することにも成功している。
2006年12月28日、ロスネフチとガスプロムは戦略的協力に関する合意に達し包括的な提携関係を締結することに成功した。両社の合併は、不首尾に終わっていたが、この合意によって油田・ガス田の開発、輸送、販売、新技術開発などを両社共同で事業化することになった。
2012年10月には、国際石油資本（メジャー）大手の一角、BPが「アルファ・アクセス・レノヴァ」（AAR）などロシア系投資家グループと合弁・運営していた現地法人TNK-BP社を買収することを発表、2013年3月21日付で買収を完了した。BPと投資家グループの経営方針対立によるBP側の戦略転換（ロスネフチとの提携模索）が背景にあったとされる。これにより、ロスネフチは保有埋蔵量・日産量の規模で、エクソン・モービルなど他の石油メジャーを大きく引き離して世界最大の石油会社となった。また、この買収の過程で、BPが保有していたTNK-BP株（50%）の取得に現金に加えて自社株を提供したことなどから、BPがロスネフチの株式の約20%を保有する大株主となっている。
2017年には、インドの中堅財閥エッサール・グループから石油子会社を買収した。